# Trinité (lettertype)
Trinité is de naam van een schreeflettertype dat door Bram de Does tussen 1979 en 1982 werd ontworpen.

## Geschiedenis
De Trinité werd in eerste instantie ontworpen voor het fotozet-procedé. In 1978 kocht drukkerij Joh. Enschedé en Zonen nieuwe zetmachines, fotozet-machines van fabrikant Autologic. Het lettertype Romanée van Jan van Krimpen, uit 1928, bestond echter alleen als loden letter. Enschedé raadpleegde Bram de Does, die vreesde dat de Romanée zijn karakter zou verliezen in de vertaling van loodletter naar filmnegatief. De Romanée had een specifiek gesneden versie voor elke puntgrootte, maar dat was nog niet mogelijk voor fotozetsel. En een fotografisch gezette Romanée uitgevoerd in offset zou de harmonie van de hoogdrukversie niet kunnen evenaren. Het leek De Does een beter idee om speciaal voor deze nieuwe technologie een nieuwe letter te laten ontwikkelen. Drukkerij Enschedé vroeg hem om dat zelf te doen, hoewel hij nog nooit een lettertype had ontworpen.

## Kenmerken
De naam 'Trinité' ('drie-eenheid') verwijst naar het feit dat de letterfamilie bestaat uit drie varianten, elk met verschillende lengtes van de stokken en staarten. De Does onderzocht eerst hoe hij de harmonie van een pagina tekst kon verhogen en de leesbaarheid kon bevorderen. Daarna stelde hij een lijst met ontwerpprincipes samen waar het ideale tekstlettertype aan zou moeten voldoen. Deze beginselen werden onderverdeeld in vier categorieën die volgens hem toepasbaar waren op alles wat de mens produceert: doelmatigheid voor de gebruiker (leesbaarheid in het geval van lettertypen), harmonie (om redenen van esthetiek), praktische economische toepasbaarheid voor de fabrikant, en ten slotte originaliteit. Volgens De Does was de harmonie op de pagina het sterkste geweest in de incunabelen uit de vroege Renaissance. Hij identificeerde meerdere factoren die volgens hem bijdragen aan deze indruk, onder andere het feit dat de letters heel licht schuin staan, en dat de schreven aan de rechterkant van de letters langer zijn dan aan de linkerkant, die de ogen als het ware horizontaal en naar rechts over de regels begeleiden. Hij besloot vele van deze kenmerken ook in de Trinité toe te passen. Zo hellen alle letters gemiddeld 1 graad naar rechts, hebben ze stevige asymmetrische, kalligrafisch gevormde schreven en zijn de rechte delen licht gewelfd (er is geen enkele rechte lijn). De letter was volgens De Does 'functioneel swingend' en 'systematisch slordig'. Het opnieuw toepassen van deze 500 jaar oude technieken beschouwde De Does als historische originaliteit. De Trinité valt mede op omdat overhang (kerning) niet nodig is. Ligaturen ontbreken eveneens, omdat die automatisch worden gevormd wanneer letters elkaar overlappen, mits de tekst niet aan- of afgespatieerd wordt.
Het lettertype bestaat uit Roman Wide, Roman Condensed, Italic, Medium Wide, Medium Condensed, Medium Italic en Bold, elk in drie varianten waarbij de stokken en staarten in lengte verschillen. De italics hebben nog een vierde variant, een swash-italic met sierlijke vormen. Verder zijn er kleinkapitalen, uithangende cijfers, tabelcijfers en enkele speciale tekens in een zogenaamd Pi font beschikbaar.

## Digitale Trinité
Al vroeg in de jaren tachtig wilde Autologic een bitmap-versie van Trinité vervaardigen, wat echter nooit doorgegaan is. Het lettertype genoot pas echt grote populariteit toen het werd uitgegeven in digitale vorm. Enschedé schakelde in 1987 over op Linotronic zetmachines, en hield alleen vanwege de Trinité de oude Autologic machines aan. Aangezien de letter voor Enschedé een belangrijke aanwinst was, gaf het bestuur begin jaren negentig Peter Matthias Noordzij de opdracht om de Trinité met het programma Ikarus M te digitaliseren. De letter wordt gedistribueerd via The Enschedé Font Foundry (TEFF), de letteruitgeverij die in 1991 door Noordzij werd opgericht. De Does' tweede letterontwerp, Lexicon, wordt ook door TEFF verkocht. De Does schreef een essay over de achtergrond van de lettertypen Romanée en Trinité, genaamd: Romanée en Trinité: Historisch origineel en systematisch slordig. In 1991 ontving De Does voor zijn ontwerp de H.N. Werkmanprijs.